# Geox
Geox — итальянская компания, производитель обуви и одежды с использованием водонепроницаемых дышащих материалов.

## История компании
Компания была основана Марио Моретти Полегато (Mario Moretti Polegato) в 1995 году. Название компании происходит от сочетания греческого слова Geo (земля) и литеры «X», символизирующей современные технологии.
Полегато родился в 1952 году в семье виноделов и развивал семейный бизнес. Однажды он поехал на винодельческую конференцию в Рино. Во время утренних пробежек в условиях жаркой пустыни Невады он испытывал дискомфорт от перегрева ног, и у него появилась идея проделать в подошве обуви несколько дырок для улучшения вентиляции. На основе небольшого кожевенного бизнеса, принадлежащего его семье, Марио начал производство дышащей обуви. После нескольких лет адаптации продукта к требованиям рынка и улучшения технологий производства, начался крупномасштабный выпуск обуви под брендом Geox. В 1999 году компания помимо обуви начала выпускать и одежду.
В октябре 2004 года компания Geox провела IPO, с 2008 по 2010 год акции Geox входили в индекс MIB 40.
В начале 2010-х годов, период наибольшего расцвета, Geox была крупнейшим производитлем повседневной обуви в Италии и третьим крупнейшим в мире, в компании работало 30 тыс. сотрудников, ей принадлежало 1300 магазинов в 114 странах мира. Успеху способствовали большие расходы на рекламу, включая спонсорство чемпионата «Формула-1». Со второй половины 2010-х годов в компании начался кризис, за 2017 и 2018 год сменилось 3 генеральных директора. В 2020 году выручка составила всего 539,4 млн евро с падением на всех рынках, кроме Китая и России.

## Собственники и руководство
Крупнейшим акционером является основатель компании Марио Моретти Полегато (Mario Moretti Polegato, род. 16 августа 1952 года), ему принадлежит 71,1 % акций через холдинговую компанию LIR S.r.l.; в этот холдинг входит также купленный в 2009 году другой итальянский производитель обуви и одежды, Diadora.
Марио Моретти Полегато возглавляет совет директоров, а вице-председателем совета директоров является его сын, Энрико Моретти Полегато.
Генеральным директором с марта 2024 года является Энрико Мистрон (Enrico Mistron); ранее он работал в производителе очков Luxottica.

## Деятельность
Компания производит обувь и одежду под торговой маркой GEOX. Компании принадлежит около 60 патентов. Изготовление обуви и одежды осуществляют контрактные производители в Азии (Китай, Вьетнам, Бангладеш). Дистрибьюторские центры находятся в Италии, Москве, Нью-Джерси, Онтарио, Шанхае и Гонконге.
Розничная сеть по состоянию на конец 2023 года составляла 655 магазинов, из них 255 были собственные, остальные — франчайзинговые или по лицензии. Около половины продукции реализуется через сторонние торговые сети.
Выручка за 2023 год составила 720 млн евро, из них 90 % пришлось на продажу обуви, остальное — на одежду. На Италию пришлось 28 % выручки, на остальную Европу — 42 %, на Россию — 10 %, на Севрную Америку — 4 %, на другие регионы — 16 %.

## Исследования и разработки
Производство композиционных материалов, проницаемых для воздуха, но не пропускающих воду, требует наличия серьёзных технологических и научных разработок. Компания Geox является обладателем нескольких патентов в этой области. Помимо собственного исследовательского центра, где учёные проводят изучение особенностей человеческого потоотделения и теплоотдачи, Geox сотрудничает с рядом крупных университетов и лабораторий для разработки и проверки новых технологий.
С 2013 года компания Geox усовершенствовала свою мембрану; она стала в 6 раз лучше пропускать воздух, в 3 раза более устойчива к истиранию, в 3 раза улучшились водоотталкивающие свойства и в 10 раз повысилась износостойкость.

## Спонсорство
В 2011 году компания Geox спонсировала велокоманду Geox-TMC (бывшая Footon-Servetto-Fuji). Команде не удалось получить лицензию UCI ProTeams, однако её гонщик выиграл Вуэльту Испании. В межсезонье руководство Geox неожиданно заявило, что прекращает спонсирование велопроекта. Менеджеры команды уже не имели достаточного времени для поиска нового генерального спонсора, и коллектив был расформирован.
В 2011 году компания начала сотрудничество с гоночной командой Формулы-1 Red Bull Racing, создав экипировку (одежду и обувь) для гонщиков и персонала команды. А в 2012 году компания стала одним из основных спонсоров (Team Partner) команды и разместила свой логотип на гоночных машинах.